# Hsiung Feng III
Pour les articles homonymes, voir Hsiung.
Conçu par l'institut des sciences et de la technologie Chungshan, le Hsiung Feng III ou HF-3 (en chinois : 雄風三型, signifiant « vent courageux ») est un missile anti-navire développé à Taïwan, le troisième de la série des Hsiung Feng. Très peu de choses sont connues sur ce missile, excepté qu'il s'agit d'un missile supersonique de classe Mach 2 destiné à cibler les navires de la marine chinoise, parmi lesquels ses destroyers de classe Sovremenny et son nouveau porte-avions. Pendant un temps, Il a été spéculé sur le fait que le missile, dans sa version anti-navire, était capable de performances supérieures à celles des P-270 Moskit d'origine soviétiques que possédait la marine chinoise.

## Conception et développement

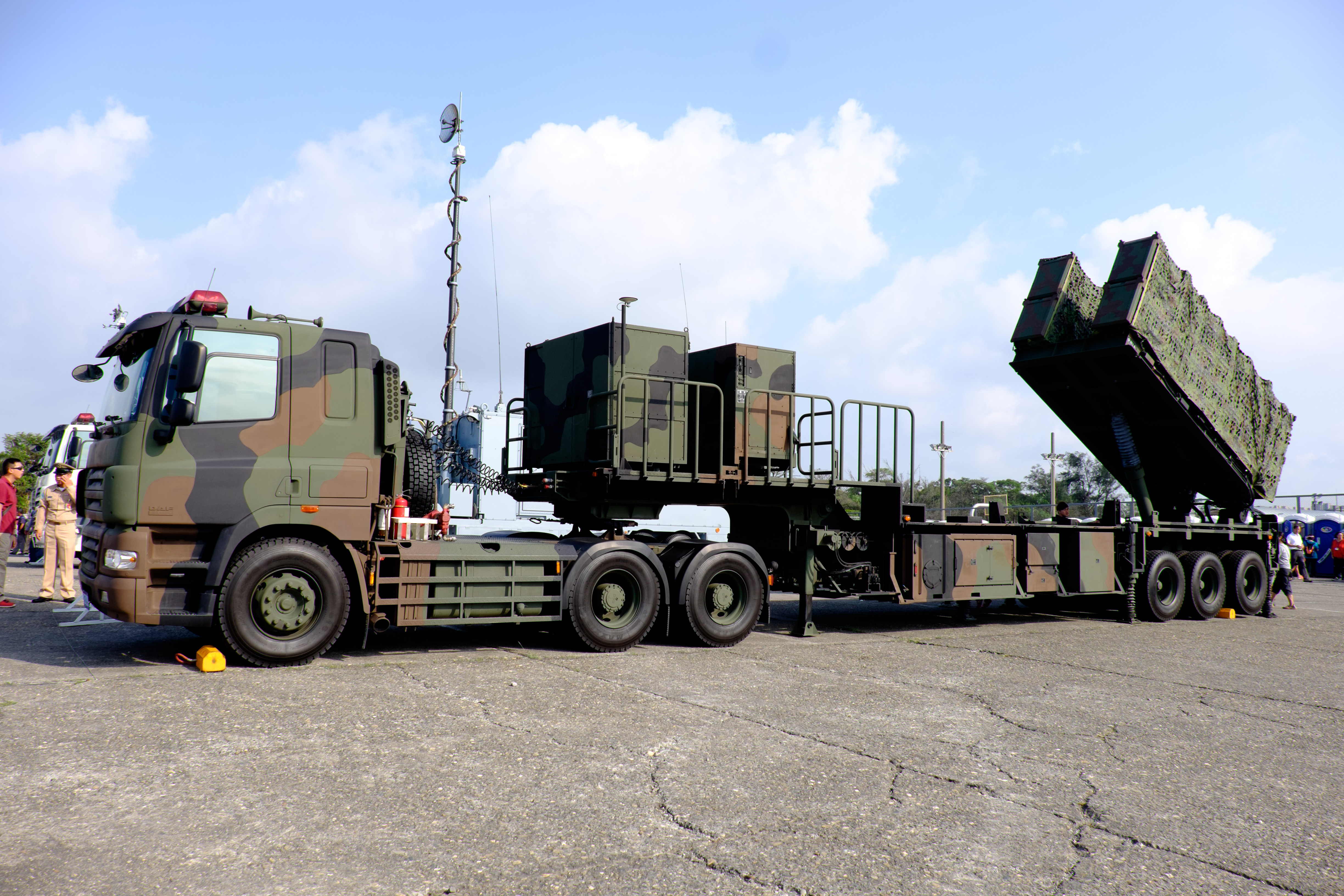
Véhicule lance-missiles pouvant utiliser des Hsiung Feng II et III en 2015.

L'institut Chungshan est supposé avoir lancé un programme de mise au point d'un véhicule de tests doté d'un statoréacteur à ergol liquide dans les années 1990, développé directement depuis les technologies du missile-démonstrateur ALVRJ (Air-Launched Low-Volume Ramjet) de l’US Navy (projet développé à partir de 1968 et abandonné dans les années 1980), et ce projet fut plus tard relié et intégré au programme de conception des missiles antinavires Hsiung Feng. Les tests en vol de la version définitive du prototype du HF-3 ont commencé en juillet 2001, tandis que les tests et l'évaluation opérationnels ont commencé fin 2004 et se sont terminés en juillet 2005, à bord du PFG-1101. D'après la publication Taiwan Defense Review, le HF-3 supersonique réduira de façon importante le temps de réaction disponible pour la cible. Lorsque le radar de veille des navires visés détecte un missile subsonique en approche aux alentours de Mach 0.85, tel que le Hsiung Feng II ou l'AGM-84 Harpoon, son temps de réaction disponible est généralement d'environ deux minutes. Un HF-3, volant juste au-dessus de Mach 2.0 et à une altitude comparable (au ras des flots), pourrait couvrir cette même distance en moins de 35 secondes.
D'après un article du Liberty Times du 10 mai 2005, la phase de conception et développement était quasiment terminée et le système n'avait plus qu'à effectuer des tests de résistance aux contremesures électroniques avant d'entrer en service. D'après l'article publié par ce magazine, la plus grande difficulté rencontrée par les concepteurs du missile concernait les violentes vibrations qui endommagaient les éléments du missile aux vitesses transsoniques. Les avancées de la science des matériaux et les nouvelles technologies de soudage orbital ont permis un fort allègement de la structure du HF-3. Le missile a été officiellement dévoilé le 10 octobre 2007, lors d'une parade militaire.

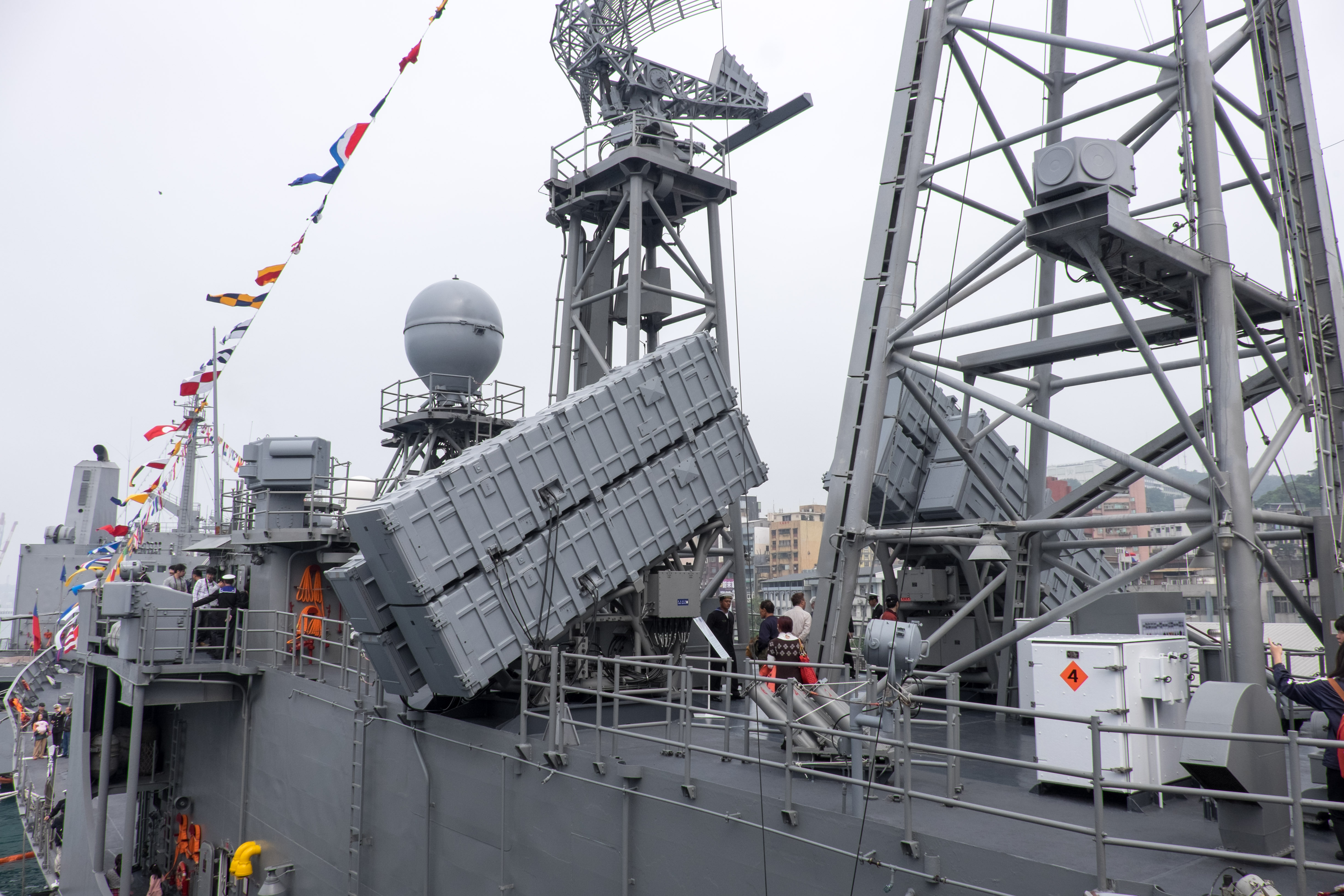
Lance-missiles d'un destroyer de la classe Cheng Kung, version taïwanaise de la classe Oliver Hazard Perry.

À l'heure actuelle (2015), deux versions du HF-3 existent : une version basée à terre et une version lancée depuis les navires, qui serait de portée légèrement réduite afin de pouvoir être utilisable sur les bâtiments de la marine taïwanaise. La frégate PFG-1101 Cheng Kung a été vue avec quatre lanceurs HF-3 (et quatre autres pour les HF-2) en 2006, et la PFG-1105 a été vue en 2009 avec quatre lanceurs qui pouvaient indifféremment lancer des HF-2 ou des HF-3. Pour le moment, huit de ces navires en sont équipés, mais il est supposé que les bâtiments restants de la série se voient convertis à ce nouveau standard lorsqu'ils rentreront en révision majeure. Sur ces navires, le HF-3 devrait être déployé de la même manière que sur la PFG-1101 : quatre lanceurs HF-2 et quatre lanceurs HF-3. Cette configuration apporte une capacité intéressante, combinant les caractéristiques de faible signature du missile subsonique à vol rasant HF-2 et les capacités de pénétration à grande vitesse des défenses ennemies du HF-3. En décembre 2008, un autre navire fut observé emportant ces armes à la base navale de Suao, le DDG-1802 (un destroyer de classe Kidd), emportant huit missiles dans une configuration similaire à celle utilisée par les missiles Harpoon, au milieu du navire. Sept patrouilleurs de classe Ching Chiang, dont douze exemplaires existent, ont également reçu une mise à jour avec deux lanceurs doubles qui peuvent employer les deux types de missiles. Les autres devraient en être équipés prochainement.
Le missile est estimé déployé en date de 2016 sur les six frégates de classe La Fayette (Kang Ding), les huit de la classe Oliver Hazard Perry (Cheng Kung) ainsi que sur huit des douze patrouilleurs lance-missiles pouvant être qualifiés de corvette de classe Jing Chiang de la marine taïwanaise.
Le 7 septembre 2009, les médias ont affirmé penser que la marine taïwanaise était sur le point de terminer la mise au point d'une nouvelle série de navires lance-missiles, capable d'emporter huit lanceurs HF-3 et désignés « corvettes de classe Tuo Chiang ». Ces navires sont de type SWATH.
La production en masse du HF-3 a été effectuée sous le nom de projet Chasing Wind (en chinois : 追風, « Zhui Feng »), de 2007 à 2013, pour un coût équivalent à 378 millions de dollars à 120 exemplaires. La première démonstration de tir du missile au public a eu lieu en décembre 2014.
Le 1er juillet 2016 vers 8 h 15 heure locale, un missile Hsiung Feng III est tiré par erreur depuis la corvette 610 Jin Jiang de classe Jing Chiang, alors qu'elle se trouvait dans la base navale Zuoying situé dans le port de Kaohsiung. Deux minutes plus tard, il a percuté sans exploser un petit chalutier taïwanais au large des îles Pescadores, tuant son capitaine et blessant les trois autres membres d'équipage.

## Caractéristiques
Le missile HF-3 utilise une combinaison de propulseurs à moteur-fusée et statoréacteurs, la course d'accélération au lancement étant effectuée à l'aide de deux propulseurs à carburant solide disposés de chaque côté du fuselage du missile se détachant environ dix secondes après le tir, et la propulsion de croisière supersonique étant assurée par un statoréacteur à carburant liquide (dont il est supposé qu'il brûle du JP-10). Le missile est d'une conception dépourvue d'ailes, et équipé de quatre petites entrées d'air courant le long du fuselage et terminées par quatre surfaces de contrôle en forme de delta. L'arrangement particulier des entrées d'air aurait été conçu afin de rendre le missile plus apte à effectuer des manœuvres évasives et également à améliorer la qualité de son vol à très basse altitude au-dessus de la mer, lors de sa phase d'attaque terminale. Le missile a été conçu afin d'effectuer une navigation avec points de passage (« way points », en anglais) pour réaliser des vols décalés par rapport à l'axe d'attaque traditionnel des navires ; ceci afin de saturer leurs moyens de défense antiaérienne. Il est également capable d'effectuer des manœuvres évasives sous forts facteurs de charge afin de déjouer des moyens de défense rapprochée de sa cible.
Le missile emploie un radar actif à antenne plate travaillant en bande X, qui est une évolution de celui utilisé par le HF-2, doté d'un traitement de signal numérique et de stockage de données améliorés, permettant d'offrir au missile les temps de réaction les plus courts possibles pour un missile antinavire supersonique. Il est également doté de capacités de contre-contremesures et sa vitesse maximale à basse altitude serait située entre Mach 2.0 et Mach 2.3,, avec une vitesse de croisière plus élevée à des altitudes plus importantes. Le HF-3 utilise une charge militaire explosive à projectile autoformé, qui se situerait dans la classe des 225 kg et qui serait déclenchée par une petite fusée qui dirigerait la majeure partie du souffle de l'explosion vers le bas, une fois qu'elle a détecté que le missile est rentré à l'intérieur de la coque du navire. 
Sa portée minimale efficace serait d'environ 16 nm (~30 km), principalement en raison du temps nécessaire au missile pour acquérir un vol supersonique stable et pour mettre en place son profil d'attaque suivant l'accrochage de sa cible. Sa portée maximale serait d'environ 150 km.

## Utilisateur
- Taïwan